# Université Macquarie
Pour les articles homonymes, voir Macquarie.
L'université Macquarie (en anglais : Macquarie University) est une université publique australienne dont le siège est situé à Sydney.

## Personnalités liées à l'université

### Professeurs
- Ann Henderson-Sellers